# William E. Allen
William E. Allen az amerikai Nyomozóirodának (angolul: Bureau of Investigation, röviden: BOI), a Szövetségi Nyomozóiroda (FBI) elődjének a megbízott vezetője volt 1919-ben.
Allen 1919 február 10-én lett kinevezve a Nyomozóiroda megbízott vezetőjévé és 1919 június 30-án lett vége hivatalának. Elődje A. Bruce Bielaski utódja William J. Flynn volt.